# Пелагия (дева Антиохийская)
Пелагия Антиохийская (погибла в IV веке) — раннехристианская мученица, дева. Память в Православной церкви совершается 8 октября (по юлианскому календарю).
Согласно житию, Пелагия была жительницей Антиохии Сирийской, была родом из знатной семьи. Учителем Пелагии был преподобномученик Лукиан Антиохийский. Во время гонений на христиан императора Диоклетиана правитель города узнал, что она тайная христианка и приказал привести её к нему. Увидев воинов, приближающихся к её дому, Пелагия, помолившись, «оделась в лучшие свои одежды, бросилась с верху дома и предала дух свой Богу». Смерть Пелагии произошла, когда ей было 15 лет.
Иоанн Златоуст посвятил Пелагии «Похвальную беседу»:

…Христос, уловив смерть, которая была страшна для нашего естества и пугала весь род наш, и рассеяв весь этот страх, отдал её в забаву даже девам. Посему и блаженная Пелагия устремилась на неё с такой радостью, что не дожидалась и рук палачей, не вошла и в судилище, но преизбытком собственной ревности предупредила их жестокость. Она была готова и к мучениям, и к пыткам, и ко всякого рода наказаниям, но боялась, чтобы не потерять венца девства.